# Henry Berg Olsen
Henry Berg Olsen (født 28. juni 1929, død 4. august 2020) var en dansk politiker fra partiet Venstre, der fra 1970 til 1988 var borgmester i Ramsø Kommune.
Henry Berg Olsen var landmand og gårdejer i den lille landsby Søster Svenstrup ved Viby Sjælland. I 1962 kom han ind i sognerådet i Ørsted-Dåstrup Kommune for partiet Venstre. Efter kommunalreformen i 1970 blev han den første borgmester i den ny Ramsø Kommune; en post, han havde de følgende atten år frem til 1988, hvor han selv gav posten videre til partifællen Inga Skjærris Nielsen. Ydermere var han i en årrække medlem af Roskilde Amtsråd for Venstre.
Berg Olsen gik i lokalområdet under tilnavnet "Sognekongen", og han er citeret for at have sagt ordene: "Det er min kommune".
Sønnen Lars Berg Olsen sad i mange år også i byrådet i både Ramsø Kommune, og efter Strukturreformen i 2007 endvidere i den ny Roskilde Storkommune. I en periode var han også partiets spidskandidat, men i modsætning til faderen lykkedes det aldrig for Lars Berg Olsen at blive borgmester.